# فيكتور رودريغيز أندراديه
فيكتور رودريغيز أندراديه (بالإسبانية: Víctor Rodríguez Andrade)‏ (مواليد 2 مايو 1927) هو لاعب كرة قدم. يلعب مع منتخب الأوروغواي لكرة القدم. سبق له أن لعب في كأس العالم لكرة القدم مع منتخب بلاده.

## روابط خارجية
- فيكتور رودريغيز أندراديه على موقع الاتحاد الدولي (مؤرشف)  (الإنجليزية)
- فيكتور رودريغيز أندراديه على موقع قاعدة بيانات كرة القدم.إي يو (الإنجليزية)
- فيكتور رودريغيز أندراديه على موقع ناشيونال فوتبول تيمز (الإنجليزية)
- فيكتور رودريغيز أندراديه على موقع عالم كرة القدم.نت (الإنجليزية)